# Никколо Фьорентино

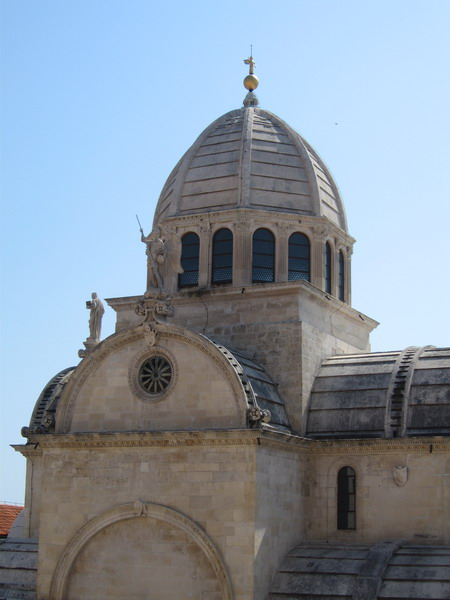
собор Святого Иакова в Шибенике.

Никола Фирентинац, Никола Фиорентинац, Никколо ди Джованни (хорв. Nikola Firentinac, итал. Niccolò di Giovanni Fiorentino 1418—1506?) — итальянский скульптор и архитектор периода Ренессанса. Родился в Тоскане, однако большую часть своей жизни прожил в Далмации, современная Хорватия.
С 1457 по 1468 год работал в Италии, самой известной работой итальянского периода его творчества стало надгробие венецианского дожа Франческо Фоскари в венецианском соборе Собор Санта-Мария Глориоза деи Фрари. С 1468 года переехал в Далмацию, где и жил до самой смерти, внеся своё вклад в создание ряда архитектурных шедевров. Двумя самыми знаменитыми работами мастера на другом берегу Адриатики стали капелла святого Ивана Урсини (Иоанна Трогирского) в кафедральном соборе св. Ловро в Трогире и собор Святого Иакова в Шибенике.
Трогирская капелла Ивана Урсини, которая была создана Фирентинацом в кооперации с хорватским скульптором Андрием Алеши является примером гармонии архитектуры и скульптуры и примечательна большим количеством разнообразных статуй. Посреди капеллы расположен саркофаг святого Ивана Урсини.
Строительство шибеникского собора начал знаменитый архитектор и скульптор Юрай Далматинец, который, однако, до своей смерти успел возвести только нефы и апсиду собора. После смерти Далматинца работы были переданы в ведение Николы Фирентинаца, который продолжил работу в стиле тосканского ренессанса, создал скульптуры св. Михаила, св. Иакова и св. Марка. Под его руководством были возведены боковые галереи, крыша и верхняя часть фасада. Но главным его вкладом в строительство стало возведение купола собора. Фирентинац также не дожил до окончания строительства. После его смерти в 1506 году возведение собора продолжилось под руководством Бартоломео из Местры и его сына, которые закончили строительство по чертежам Фирентинаца.